# قانون ۳۰ درجه
قانون ۳۰ درجه قانونی در رابطه با برش بین نماهای متوالی در سینما است. طبق این قانون، بین دو نمای متوالی اگر تغییر محسوسی در اندازه وجود ندارد، باید حدّاقل ۳۰ درجه اختلاف زاویه وجود داشته باشد. در غیر این صورت اتصال دو نما به حالت پرشی در خواهد آمد. دلیل اصلی قانون ۳۰ درجه حفظ تداوم دو پلان متوالی و ایجاد شفافیت برای تدوین است. ژان لوک گدار از جمله فیلمسازانی بود که با استفاده از جامپ کات خصوصاً در فیلم از نفس افتاده قانون ۳۰ درجه در سینما را نقض کرد. 

## فهرست منابع
هیوارد، سوزان. مفاهیم بنیادین در مطالعات سینمایی. ترجمه فتاح محمدی. نشر هزاره سوم. چاپ اول. ۱۳۸۱